# Dayang (sockenhuvudort i Kina, Zhejiang Sheng, lat 28,87, long 121,15)
Dayang (kinesiska: 大洋, 大洋街道) är en sockenhuvudort i Kina. Den ligger i provinsen Zhejiang, i den östra delen av landet, omkring 180 kilometer sydost om provinshuvudstaden Hangzhou. Antalet invånare är 97 138. Befolkningen består av 47 304 kvinnor och 49 834 män. Barn under 15 år utgör 14,0 %, vuxna 15-64 år 80 %, och äldre över 65 år 4,0 %.
Runt Dayang är det tätbefolkat, med 411 invånare per kvadratkilometer. Närmaste större samhälle är Gucheng, 4,1 km sydväst om Dayang. Trakten runt Dayang består till största delen av jordbruksmark.
Genomsnittlig årsnederbörd är 2 144 millimeter. Den regnigaste månaden är augusti, med i genomsnitt 395 mm nederbörd, och den torraste är januari, med 73 mm nederbörd.